# Großer Preis von Brasilien 1983
Der Große Preis von Brasilien 1983 (offiziell XII Grande Prêmio do Brasil) fand am 13. März auf dem Jacarepaguá Circuit in Rio de Janeiro statt und war das erste Rennen der Formel-1-Weltmeisterschaft 1983.

## Berichte

### Hintergrund
Um die extremen Kurvengeschwindigkeiten zu minimieren, die mit den Wing Cars der Vorjahre erreichbar waren, wurden die seitlichen Schürzen verboten. Der Unterboden der Fahrzeuge musste zudem fortan komplett flach gestaltet werden. Außerdem erhielten die Fahrer aus Sicherheitsgründen eine neue Sitzposition, die eine Knautschzone von 50 Zentimetern vor den Pedalen vorsah.
Insbesondere die Qualifying-Ergebnisse der Teams Ferrari und Renault während der Saison 1982 hatten gezeigt, dass den Turbomotoren die Zukunft in der Formel 1 zu gehören schien. Daher bemühten sich einige Teams während des Winters um entsprechende Motorenpartner. In die Saison 1983 starteten die meisten, wie beispielsweise Williams oder McLaren, jedoch nach wie vor mit den bewährten Ford-Cosworth-Motoren ohne Turboaufladung. Alfa Romeo hingegen trat sofort mit dem neuen 183T inklusive Turbomotor an. Neben dem neuen Brabham BT52 stattete BMW fortan auch den ATS D6 von Manfred Winkelhock mit Turbomotoren aus.
Die Teams Brabham, McLaren und Lotus behielten ihre jeweiligen Fahrerpaarungen des Vorjahres bei.
Neuer Teamkollege des amtierenden Weltmeisters Keke Rosberg wurde Jacques Laffite. Dessen Platz bei Ligier nahm daraufhin Jean-Pierre Jarier ein. Sein Teamkollege wurde Raul Boesel, da Eddie Cheever zu Renault wechselte, um René Arnoux zu ersetzen, der von Ferrari unter Vertrag genommen worden war. Tyrrell engagierte mit Unterstützung des neuen Hauptsponsors Benetton den US-amerikanischen Debütanten Danny Sullivan für den zweiten Wagen neben Stammpilot Michele Alboreto, der das Saisonfinale 1982 in Las Vegas hatte gewinnen können.
Das Fittipaldi-Team trat nicht mehr an. Dessen Fahrer Chico Serra wechselte zu Arrows, um Mauro Baldi zu ersetzen, der neuer Teamkollege von Andrea de Cesaris bei Alfa Romeo wurde. Den Platz von March nahm RAM Racing ein, das nach kurzzeitigen Engagements als Privatteam in den Jahren 1976 bis 1980 fortan erstmals als Werksteam in der Formel 1 antrat. Eliseo Salazar wurde als Fahrer engagiert.
Johnny Cecotto und Corrado Fabi waren zwei weitere Grand-Prix-Neulinge, die an diesem Wochenende in der Formel 1 debütierten.

### Training
Rosberg qualifizierte sich für die Pole-Position vor Alain Prost, Patrick Tambay, Nelson Piquet, Derek Warwick, Arnoux, Riccardo Patrese, Cheever, Niki Lauda und Baldi.
Da er die Aufforderung zu einer Gewichtskontrolle ignorierte, wurde de Cesaris vom Rennen ausgeschlossen. Piercarlo Ghinzani, der nach einem Jahr Unterbrechung in die Formel 1 zurückgekehrt war, verfehlte im Osella FA1D die Qualifikation.

### Rennen
Während Rosberg die Führung vor Prost und Piquet einnahm, kollidierten Baldi und Alboreto. Sie konnten das Rennen jedoch zunächst fortsetzen. In der zweiten Runde zog Piquet an Prost vorbei.
In der siebten Runde verlor Rosberg die Führung an Piquet, der sie trotz eines einkalkulierten Boxenstopps zum Nachtanken und Reifenwechseln in Runde 40 bis ins Ziel behielt. Das Team Williams hatte diese neue Strategie des Brabham-Teams bereits im Vorjahr genau beobachtet und hatte Rosberg kurz zuvor ebenfalls zum Nachtanken in die Box geholt. Dabei war es zu einem Brand gekommen, weswegen Rosberg den Wagen kurzzeitig verlassen musste. Trotz des Zwischenfalls kämpfte er sich wieder bis auf den zweiten Rang nach vorn. Nach dem Rennen wurde er jedoch wegen unerlaubten Anschiebens durch seine Mechaniker nach dem missglückten Boxenstopp disqualifiziert. Die restlichen Fahrer rückten allerdings nicht auf, sodass der zweite Platz nicht vergeben wurde und Lauda regulär als Dritter vor Laffite, Tambay und Marc Surer gewertet wurde.

## Meldeliste
| Team                           | Nr. | Fahrer             | Chassis         | Motor                    | Reifen |
| ------------------------------ | --- | ------------------ | --------------- | ------------------------ | ------ |
| TAG Williams Team              | 01  | Keke Rosberg       | Williams FW08C  | Ford Cosworth DFV 3.0 V8 | G      |
| TAG Williams Team              | 02  | Jacques Laffite    | Williams FW08C  | Ford Cosworth DFV 3.0 V8 | G      |
| Benetton Tyrrell Team          | 03  | Michele Alboreto   | Tyrrell 011B    | Ford Cosworth DFV 3.0 V8 | G      |
| Benetton Tyrrell Team          | 04  | Danny Sullivan     | Tyrrell 011B    | Ford Cosworth DFV 3.0 V8 | G      |
| Fila Sport                     | 05  | Nelson Piquet      | Brabham BT52    | BMW M12/13 1,5 L4t       | M      |
| Fila Sport                     | 06  | Riccardo Patrese   | Brabham BT52    | BMW M12/13 1,5 L4t       | M      |
| Marlboro McLaren International | 07  | John Watson        | McLaren MP4/1C  | Ford Cosworth DFV 3.0 V8 | M      |
| Marlboro McLaren International | 08  | Niki Lauda         | McLaren MP4/1C  | Ford Cosworth DFV 3.0 V8 | M      |
| Team ATS                       | 09  | Manfred Winkelhock | ATS D6          | BMW M12/13 1,5 L4t       | G      |
| John Player Team Lotus         | 11  | Elio de Angelis    | Lotus 91        | Ford Cosworth DFV 3.0 V8 | P      |
| John Player Team Lotus         | 12  | Nigel Mansell      | Lotus 92        | Ford Cosworth DFV 3.0 V8 | P      |
| Équipe Renault Elf             | 15  | Alain Prost        | Renault RE30C   | Renault EF1 1.5 V6t      | M      |
| Équipe Renault Elf             | 16  | Eddie Cheever      | Renault RE30C   | Renault EF1 1.5 V6t      | M      |
| RAM Automotive Team March      | 17  | Eliseo Salazar     | RAM 01          | Ford Cosworth DFV 3.0 V8 | P      |
| Marlboro Team Alfa Romeo       | 22  | Andrea de Cesaris  | Alfa Romeo 183T | Alfa Romeo 890T 1,5 V8t  | M      |
| Marlboro Team Alfa Romeo       | 23  | Mauro Baldi        | Alfa Romeo 183T | Alfa Romeo 890T 1,5 V8t  | M      |
| Équipe Ligier Gitanes          | 25  | Jean-Pierre Jarier | Ligier JS21     | Ford Cosworth DFV 3.0 V8 | M      |
| Équipe Ligier Gitanes          | 26  | Raul Boesel        | Ligier JS21     | Ford Cosworth DFV 3.0 V8 | M      |
| Scuderia Ferrari SpA SEFAC     | 27  | Patrick Tambay     | Ferrari 126C2B  | Ferrari 021 1.5 V6t      | G      |
| Scuderia Ferrari SpA SEFAC     | 28  | René Arnoux        | Ferrari 126C2B  | Ferrari 021 1.5 V6t      | G      |
| Arrows Racing Team             | 29  | Marc Surer         | Arrows A6       | Ford Cosworth DFV 3.0 V8 | G      |
| Arrows Racing Team             | 30  | Chico Serra        | Arrows A6       | Ford Cosworth DFV 3.0 V8 | G      |
| Osella Squadra Corse           | 31  | Corrado Fabi       | Osella FA1D     | Ford Cosworth DFV 3.0 V8 | M      |
| Osella Squadra Corse           | 32  | Piercarlo Ghinzani | Osella FA1D     | Ford Cosworth DFV 3.0 V8 | M      |
| Theodore Racing Team           | 33  | Roberto Guerrero   | Theodore N183   | Ford Cosworth DFV 3.0 V8 | G      |
| Theodore Racing Team           | 34  | Johnny Cecotto     | Theodore N183   | Ford Cosworth DFV 3.0 V8 | G      |
| Candy Toleman Motorsport       | 35  | Derek Warwick      | Toleman TG183B  | Hart 415T 1.5 L4t        | P      |
| Candy Toleman Motorsport       | 36  | Bruno Giacomelli   | Toleman TG183B  | Hart 415T 1.5 L4t        | P      |

## Klassifikationen

### Qualifying
| Pos. | Fahrer             | Konstrukteur  | Qualifikationstraining 1 | Qualifikationstraining 1 | Qualifikationstraining 2 | Qualifikationstraining 2 | Start |
| Pos. | Fahrer             | Konstrukteur  | Zeit                     | Ø-Geschwindigkeit        | Zeit                     | Ø-Geschwindigkeit        | Start |
| ---- | ------------------ | ------------- | ------------------------ | ------------------------ | ------------------------ | ------------------------ | ----- |
| 01   | Keke Rosberg       | Williams-Ford | 1:34,526                 | 191,604 km/h             | 1:35,226                 | 190,196 km/h             | 01    |
| 02   | Alain Prost        | Renault       | 1:34,672                 | 191,309 km/h             | 1:34,873                 | 190,904 km/h             | 02    |
| 03   | Patrick Tambay     | Ferrari       | 1:34,993                 | 190,662 km/h             | 1:34,758                 | 191,135 km/h             | 03    |
| 04   | Nelson Piquet      | Brabham-BMW   | 1:35,815                 | 189,027 km/h             | 1:35,114                 | 190,420 km/h             | 04    |
| 05   | Derek Warwick      | Toleman-Hart  | 1:35,206                 | 190,236 km/h             | keine Zeit               | –                        | 05    |
| 06   | René Arnoux        | Ferrari       | 1:36,390                 | 187,899 km/h             | 1:35,547                 | 189,557 km/h             | 06    |
| 07   | Riccardo Patrese   | Brabham-BMW   | 1:35,958                 | 188,745 km/h             | 1:36,827                 | 187,051 km/h             | 07    |
| 08   | Eddie Cheever      | Renault       | 1:37,005                 | 186,708 km/h             | 1:36,051                 | 188,562 km/h             | 08    |
| 09   | Niki Lauda         | McLaren-Ford  | 1:36,054                 | 188,556 km/h             | 1:36,900                 | 186,910 km/h             | 09    |
| 10   | Mauro Baldi        | Alfa Romeo    | 1:36,126                 | 188,415 km/h             | 1:36,652                 | 187,390 km/h             | 10    |
| 11   | Michele Alboreto   | Tyrrell-Ford  | 1:38,747                 | 183,414 km/h             | 1:36,291                 | 188,092 km/h             | 11    |
| 12   | Jean-Pierre Jarier | Ligier-Ford   | 1:36,828                 | 187,049 km/h             | 1:36,393                 | 187,893 km/h             | 12    |
| 13   | Elio de Angelis    | Lotus-Ford    | 1:40,056                 | 181,015 km/h             | 1:36,454                 | 187,774 km/h             | 13    |
| 14   | Roberto Guerrero   | Theodore-Ford | 1:37,237                 | 186,262 km/h             | 1:36,694                 | 187,308 km/h             | 14    |
| 15   | Bruno Giacomelli   | Toleman-Hart  | 1:36,747                 | 187,206 km/h             | keine Zeit               | –                        | 15    |
| 16   | Andrea de Cesaris  | Alfa Romeo    | 1:36,847                 | 187,013 km/h             | keine Zeit               | –                        | DSQ   |
| 17   | John Watson        | McLaren-Ford  | 1:37,844                 | 185,107 km/h             | 1:36,977                 | 186,762 km/h             | 16    |
| 18   | Raul Boesel        | Ligier-Ford   | 1:38,741                 | 183,425 km/h             | 1:37,729                 | 185,325 km/h             | 17    |
| 19   | Jacques Laffite    | Williams-Ford | 1:38,234                 | 184,372 km/h             | 1:38,725                 | 183,455 km/h             | 18    |
| 20   | Johnny Cecotto     | Theodore-Ford | 1:38,378                 | 184,102 km/h             | 1:39,178                 | 182,617 km/h             | 19    |
| 21   | Marc Surer         | Arrows-Ford   | 1:40,255                 | 180,655 km/h             | 1:38,468                 | 183,934 km/h             | 20    |
| 22   | Danny Sullivan     | Tyrrell-Ford  | 1:39,697                 | 181,666 km/h             | 1:38,686                 | 183,528 km/h             | 21    |
| 23   | Nigel Mansell      | Lotus-Ford    | 1:42,098                 | 177,394 km/h             | 1:39,154                 | 182,661 km/h             | 22    |
| 24   | Chico Serra        | Arrows-Ford   | 1:41,472                 | 178,489 km/h             | 1:39,965                 | 181,179 km/h             | 23    |
| 25   | Corrado Fabi       | Osella-Ford   | 1:41,316                 | 178,763 km/h             | 1:40,309                 | 180,558 km/h             | 24    |
| 26   | Manfred Winkelhock | ATS-BMW       | 1:42,292                 | 177,058 km/h             | 1:41,153                 | 179,052 km/h             | 25    |
| 27   | Eliseo Salazar     | RAM-Ford      | 1:44,357                 | 173,554 km/h             | 1:41,478                 | 178,478 km/h             | 26    |
| DNQ  | Piercarlo Ghinzani | Osella-Ford   | 1:46,964                 | 169,324 km/h             | 1:42,267                 | 177,101 km/h             | –     |

### Rennen
| Pos. | Fahrer             | Konstrukteur  | Runden | Stopps | Zeit        | Start | Schnellste Runde |
| ---- | ------------------ | ------------- | ------ | ------ | ----------- | ----- | ---------------- |
| 01   | Nelson Piquet      | Brabham-BMW   | 63     | 1      | 1:48:27,731 | 04    | 1:39,829 (04.)   |
| DSQ  | Keke Rosberg       | Williams-Ford | 63     | 1      | –           | 01    | 1:40,523         |
| 03   | Niki Lauda         | McLaren-Ford  | 63     | 0      | + 51,883    | 09    | 1:41,163         |
| 04   | Jacques Laffite    | Williams-Ford | 63     | 0      | + 1:13,951  | 18    | 1:42,343         |
| 05   | Patrick Tambay     | Ferrari       | 63     | 0      | + 1:18,117  | 03    | 1:42,940         |
| 06   | Marc Surer         | Arrows-Ford   | 63     | 0      | + 1:18,207  | 20    | 1:42,657         |
| 07   | Alain Prost        | Renault       | 62     | 0      | + 1 Runde   | 02    | 1:42,636         |
| 08   | Derek Warwick      | Toleman-Hart  | 62     | 0      | + 1 Runde   | 05    | 1:43,037         |
| 09   | Chico Serra        | Arrows-Ford   | 62     | 0      | + 1 Runde   | 23    | 1:43,900         |
| 10   | René Arnoux        | Ferrari       | 62     | 0      | + 1 Runde   | 06    | 1:43,426         |
| 11   | Danny Sullivan     | Tyrrell-Ford  | 62     | 0      | + 1 Runde   | 21    | 1:44,697         |
| 12   | Nigel Mansell      | Lotus-Ford    | 61     | 1      | + 2 Runden  | 22    | 1:43,159         |
| 13   | Johnny Cecotto     | Theodore-Ford | 60     | 1      | + 3 Runden  | 19    | 1:43,241         |
| 14   | Eliseo Salazar     | RAM-Ford      | 59     | 1      | + 4 Runden  | 26    | 1:45,681         |
| 15   | Manfred Winkelhock | ATS-BMW       | 59     | 1      | + 4 Runden  | 25    | 1:45,355         |
| –    | Roberto Guerrero   | Theodore-Ford | 53     | 2      | NC          | 14    | 1:42,849         |
| –    | Eddie Cheever      | Renault       | 41     | 1      | DNF         | 08    | 1:41,951         |
| –    | John Watson        | McLaren-Ford  | 34     | 0      | DNF         | 16    | 1:41,547         |
| –    | Raul Boesel        | Ligier-Ford   | 25     | 0      | DNF         | 17    | 1:44,027         |
| –    | Mauro Baldi        | Alfa Romeo    | 23     | 0      | DNF         | 10    | 1:43,514         |
| –    | Jean-Pierre Jarier | Ligier-Ford   | 22     | 1      | DNF         | 12    | 1:43,193         |
| –    | Riccardo Patrese   | Brabham-BMW   | 19     | 1      | DNF         | 07    | 1:40,512         |
| –    | Corrado Fabi       | Osella-Ford   | 17     | 1      | DNF         | 24    | 1:44,476         |
| –    | Bruno Giacomelli   | Toleman-Hart  | 16     | 0      | DNF         | 15    | 1:44,178         |
| –    | Michele Alboreto   | Tyrrell-Ford  | 6      | 0      | DNF         | 11    | 1:43,304         |
| DSQ  | Elio de Angelis    | Lotus-Ford    | 60     | 0      | –           | 13    | 1:44,367         |

## WM-Stände nach dem Rennen
Die ersten sechs des Rennens bekamen 9, 6, 4, 3, 2 bzw. 1 Punkt(e). In der Fahrerwertung wurden die besten elf Resultate, in der Konstrukteurswertung alle Resultate gewertet.

### Fahrerwertung
| Pos. | Fahrer          | Konstrukteur  | Punkte |
| ---- | --------------- | ------------- | ------ |
| 01   | Nelson Piquet   | Brabham-BMW   | 9      |
| 02   | Niki Lauda      | McLaren-Ford  | 4      |
| 03   | Jacques Laffite | Williams-Ford | 3      |
| 04   | Patrick Tambay  | Ferrari       | 2      |
| 05   | Marc Surer      | Arrows-Ford   | 1      |
| 06   | Alain Prost     | Renault       | 0      |
| 07   | Derek Warwick   | Toleman-Hart  | 0      |
| 08   | Chico Serra     | Arrows-Ford   | 0      |
| 09   | René Arnoux     | Ferrari       | 0      |
| 10   | Danny Sullivan  | Tyrrell-Ford  | 0      |
| 11   | Nigel Mansell   | Lotus-Ford    | 0      |
| 12   | Johnny Cecotto  | Theodore-Ford | 0      |

| Pos. | Fahrer             | Konstrukteur  | Punkte |
| ---- | ------------------ | ------------- | ------ |
| 13   | Eliseo Salazar     | RAM-Ford      | 0      |
| 14   | Manfred Winkelhock | ATS-BMW       | 0      |
| –    | Roberto Guerrero   | Theodore-Ford | 0      |
| –    | Eddie Cheever      | Renault       | 0      |
| –    | John Watson        | McLaren-Ford  | 0      |
| –    | Raul Boesel        | Ligier-Ford   | 0      |
| –    | Mauro Baldi        | Alfa Romeo    | 0      |
| –    | Jean-Pierre Jarier | Ligier-Ford   | 0      |
| –    | Riccardo Patrese   | Brabham-BMW   | 0      |
| –    | Corrado Fabi       | Osella-Ford   | 0      |
| –    | Bruno Giacomelli   | Toleman-Hart  | 0      |
| –    | Michele Alboreto   | Tyrrell-Ford  | 0      |

### Konstrukteurswertung
| Pos. | Konstrukteur  | Punkte |
| ---- | ------------- | ------ |
| 01   | Brabham-BMW   | 9      |
| 02   | McLaren-Ford  | 4      |
| 03   | Williams-Ford | 3      |
| 04   | Ferrari       | 2      |
| 05   | Arrows-Ford   | 1      |
| 06   | Renault       | 0      |
| 07   | Toleman-Hart  | 0      |
| 08   | Tyrrell-Ford  | 0      |

| Pos. | Konstrukteur  | Punkte |
| ---- | ------------- | ------ |
| 09   | Lotus-Ford    | 0      |
| 10   | Theodore-Ford | 0      |
| 11   | RAM-Ford      | 0      |
| –    | ATS-BMW       | 0      |
| –    | Ligier-Ford   | 0      |
| –    | Alfa Romeo    | 0      |
| –    | Osella-Ford   | 0      |